# Šlajm
Šlajm (grč. φλέγμα — „zapaljenje, telesna tečnost izazvana povišenom temperaturom”) je tečnost koju luče mukozne membrane sisara. Pojam šlajm se odnosi samo na sluz izlučenu od strane respiratornog sistema, isključujući sluz iz nosa i posebno sluz izbačenu kašljanjem (ispljuvak). Šlajm je po sastavu vodeni gel koji se sastoji od glikoproteina, imunoglobulina, lipida i drugih supstanci. Sastav šlajma, takođe zavisi od klime, genetike i stanja imunog sistema. Raspon boja šlajma varira od blede ili prozirne tamno žute i zelene, do svetle ili tamno braon, čak i može biti tamno sive boje zavisno od sastava.

## Razlika između sluzi i šlajma

### Sluz
Sluz je normalan, zaštitni sloj koji naleže na disajne puteve, oči, unutrašnjost nosa i urogenitalni trakt. Sluz je lepljivi gel koji proizvode submukozne žlezde i peharaste ćelije i u suštini je voda. Takođe sadrži mukozne glikoproteine koji formiraju linearne polimere.

### Šlajm
Šlajm je više izazvan bolešću nego što je sluz, i može biti problematično izbaciti ga iz tela. Šlajm je sluz koja u svom sastavu ima: viruse, bakterije, i ostali otpad koji je nastao tokom infekcije i imunog odgovora, gde takođe spadaju i odumrle ćelije kože koje su bile zaražene. Kada se šlajm izbaci kašljanjem onda se zove ispljuvak.

## Prekomerno stvaranje šlajma
Postoji više faktora koji utiču na prekomerno stvaranje šlajma u grlu ili jednjaku.
- Oštećivanje glasa - nepravilna ili prekomerna upotreba glasa na nepravilan i nezdrav način, kao na primer: čišćenje grla, vikanje, vrištanje, glasno govorenje, ili nepravilno pevanje.
- Čišćenjem grla se uklanjaju naslage šlajma, ali

glasne žice se međusobno sudaraju i trljaju
pri čemu dolazi do dalje upale i stvaranja nove količine šlajma.
- Vikanje/Vrištanje - vikanje i vrištanje izazivaju sudaranje glasnih žica pri čemu dolazi do upale i stvaranja šlajma[2][3][4][5][6]
- Čvorovi - vikanje, vrištanje, nepravilno pevanje mogu izazvati vokalne čvorove
- Dim - dim je vruć, osušen vazduh koji isušuje glasne žice. Sa svakim udahom dima, ždrelo biva u kontaktu sa toksinima koja sprečavaju da se rehidrira naredna 3 sata.[7]. Glasnim žicama je potrebna dovoljna količina lubrikanata i otiču od upale ako ga nema dovoljno. Šlajm se u toj situaciji stvara da bi hidrirao glasne žice, ali naravno ne dovoljno dobro.[8][9]
- Eksperiment o povezanosti pušenja sa kašljanjem i šlajmom je izveden 2002. i objavljen od strane „American College of Chest Physicians”. U eksperimentu je učestvovalo 117 ljudi, od kojih su neki bili trenutno pušači, neki bivši pušači, nepušači, a neki su bili kontrolna grupa obolela od hronične opstruktivne pulmonatne bolesti. Na kraju eksperimenta, istraživači su zaključili da postoji veoma izražena povezanost između pušenja sa kašljanjem i šlajmom. Povezanost je imala vrednost 0.49 (p manje od 0.001.) [тражи се извор]

## Šlajm i teorija tečnosti
Teorija tečnosti je stara teorija po kojoj je ljudsko telo ispunjeno sa četiri supstance, koje se zovu 4 tečnosti, koje su međusobno u balansu kada je osoba zdrava. Ova teorija je blisko povezana sa starom teorijom četiri elementa i kazuje da sve bolesti i poremećaji nastaju viškom ili nedostatkom crne žuči, žute žuči, šlajma i krvi. Hipokratu, starogrčkom lekaru, se prepisuje zasluga za ovu teoriju, koju je osmislio 400 godina pre nove ere. Ova teorija je uticala na tok medicine više od 2.000 godina, sve dok nije oborena u 19. veku.
Za šlajm se bilo mislilo da je povezan sa apatičnim ponašanjem.
Šlajm u teoriji o tečnostima nije isti pojam kao što koristimo danas. Nobelovac Čarls Ričet, dok je opisivao „šlajm i sekrete hipofize” sa stanovišta teorije tečnosti, 1910. je postavio retoričko pitanje, „ova čudna tečnost, koja je uzrok tumora, hloroze, reumatizma, kakohimije — gde se nalazi? Ko će je ikad videti? Ko ju je ikad video? Šta možemo reći o ovoj izmišljenoj klasifikaciji tečnosti u četiri grupe, od koje su dve potpuno nestvarne?”

## Bolesti povezane sa pojavom šlajma
Šlajm može nastati ako je osoba zaražena larvom crevnom parazita (rudarski crv). Krvavi ispljuvak može biti simptom ozbiljne bolesti kao što je (kao što je tuberkuloza), ali takođe može biti benigni simptom manje opasne bolesti (bronhitis). Tokom dužeg iskašljavanja ispljuvak normalno sadrži malu količinu krvi. Iskašljavanje veće količine krvi treba uvek ozbiljno shvatiti, i tražiti stručnu medicinsku pomoć.